# Jardin botanique de l'Université de Leipzig
Le jardin botanique de l'université de Leipzig (en allemand, Botanischer Garten der Universität Leipzig) est un jardin botanique situé dans la ville de Leipzig en Allemagne. Géré par l'université de Leipzig, il est situé au numéro 1 de la rue Linné (Linnéstraße). Il est le plus ancien jardin botanique d'Allemagne et l'un des plus vieux au monde, remontant au moins à 1542.

## Historique

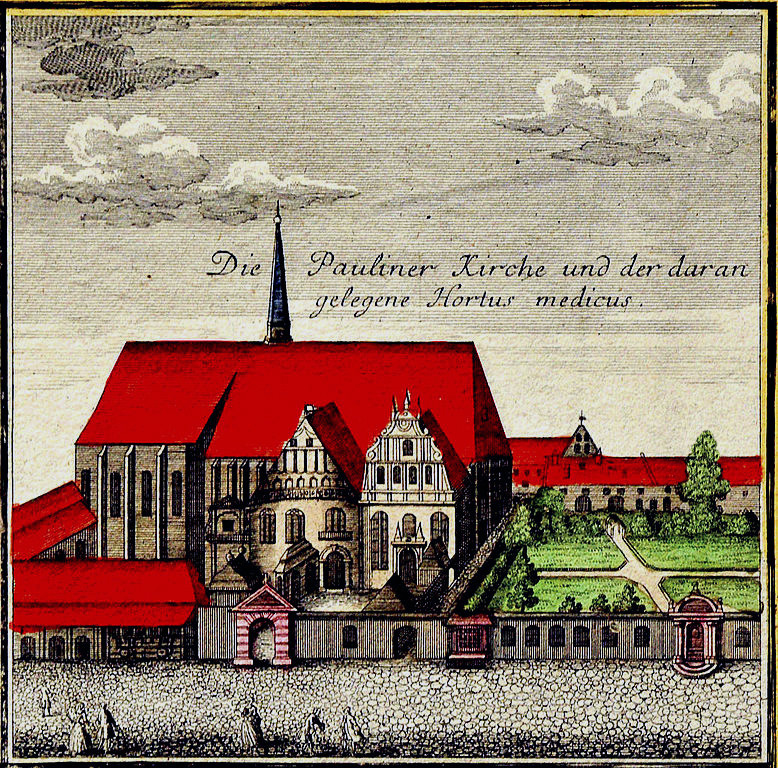
En 1749 ; à gauche, la Paulinerkirche.

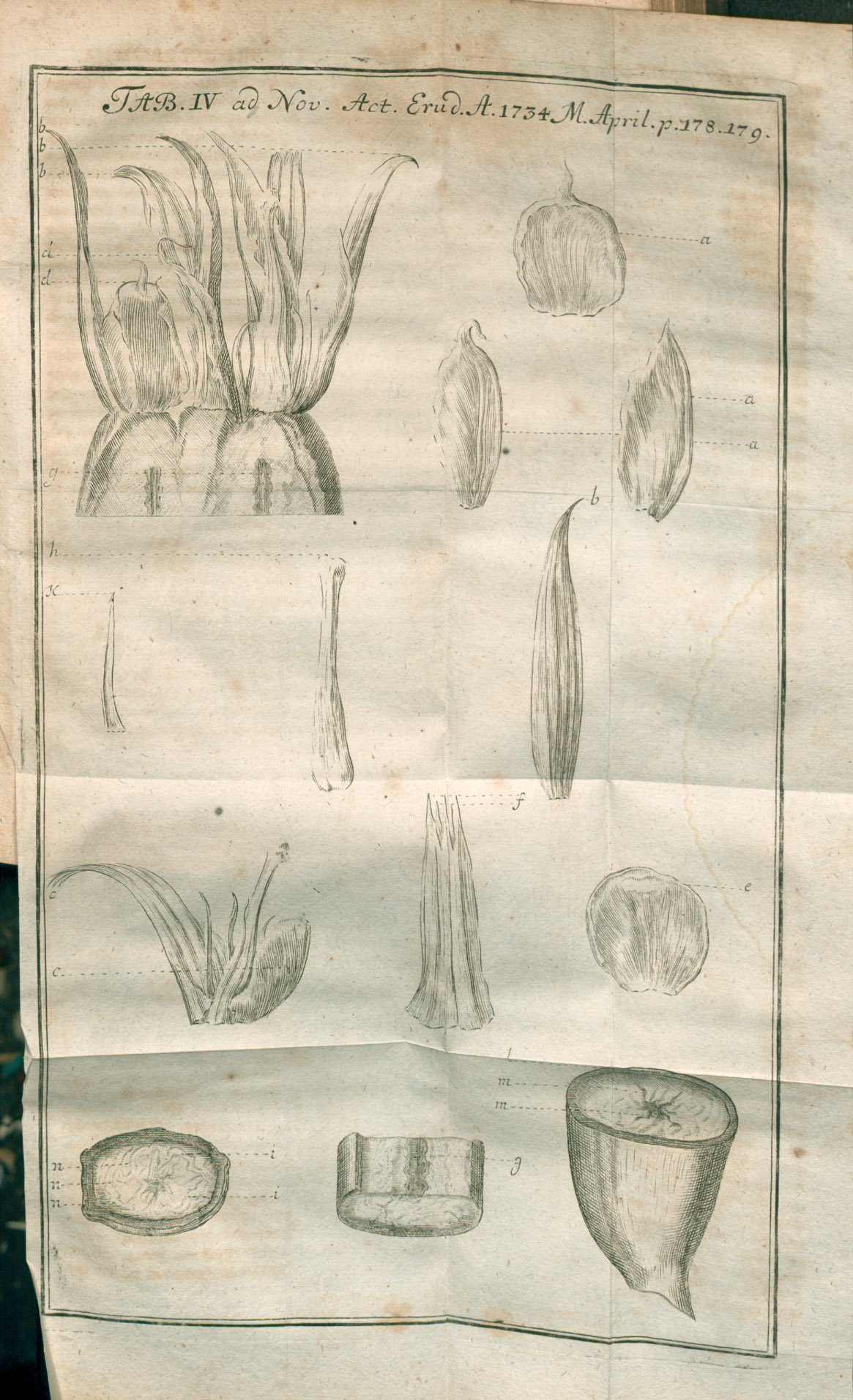
Illustration d'un article publié sur les Acta Eruditorum du 1734 avec des plantes cultivées au jardin botanique.

L'histoire du jardin remonte au moins à 1542, bien que l'institution ait déménagé à plusieurs reprises. Il semble avoir été créé peu après la réforme de l'université en 1539 quand Maurice, électeur de Saxe, fait don du monastère dominicain de Saint-Pauli. Le jardin précédent, sur le côté nord de l'église des Pauliniens (Paulinerkirche), est transformé en hortus medicus, « jardin médical », en mai 1543.
Le premier jardin est détruit pendant la guerre de Trente Ans et en 1648, l'université fait l'acquisition d'un nouveau terrain, actuellement sur la rue Grimmaische, sur lequel est créé un deuxième jardin en 1653. En 1807, le jardin déménage sur les terrains du Pleißemühlgraben (de), un bras artificiel de la rivière Pleiße, et les serres sont érigées après 1840. En 1857, le jardin possède plus de 10 000 espèces dont 4 500 cultivées dans les serres. 
Après la décision d'ériger un tribunal à son emplacement dans les années 1876-1877, le jardin déménage sur le site actuel, dans le Sud-Ouest de la ville. Initialement, le jardin couvre une superficie de 2.8 hectares puis il est agrandi en 1895. Les nouvelles serres couvrent 1232 m², soit le double de ce qu'elles couvraient sur le site précédent. Toutefois, le jardin est totalement détruit pendant la Seconde Guerre mondiale et les ruines de l'Institut de botanique sont remblayées avec les décombres. En 1954, les pavillons d'exposition sont rénovées, mais les difficultés économiques des années 1980 provoquent la fermeture de certaines serres. Après la réunification allemande, le jardin est entièrement restauré (1992-2004) avec une nouvelle serre à papillons créée en 1996 et cinq nouvelles serres érigées entre 1999 et 2000.
Aujourd'hui, le jardin abrite environ 7 000 espèces dont 3 000 disséminées dans une dizaine de collections. Le jardin comporte notamment des départements d'Europe orientale et d'Asie, des forêts de l'hémisphère Nord, des prairies, de l'Amérique du Nord orientale, tout comme des végétaux des milieux humides avec la flore régionale, ou encore un jardin alpin découpés en grandes zones : Asie, Europe et Amérique du Sud. Les serres, couvrant une superficie de 2400 m², contiennent des plantes provenant des zones tropicales et subtropicales, ainsi que des régions méditerranéennes, d'Afrique, d'Amérique centrale et d'Australie.